# Cinéma égyptien
Le cinéma égyptien a longtemps dominé les écrans du monde arabe par la qualité et la quantité de sa production. Le septième art n'y est pas un apport récent des décolonisations.

## La naissance
En 1895, les frères Lumière, concepteurs du cinématographe, font leur première projection cinématographique privée dans leur résidence, le Château Lumière à La Ciotat. Une année plus tard, en Égypte ont lieu les premières projections qui se font dans le hammam Schneider qui sera transformé en salle de cinéma et à Alexandrie. Les premières projections se font dans des lieux fait pour d’autres usages. De nombreux cafés ont déjà leur projection d'images animées en 1896. En 1906, apparaît la première salle de cinéma et cinq ans plus tard six cinémas existent déjà au Caire. En 1917, le nombre monte à plus de quatre-vingt salles de cinéma en Égypte. Les premiers cinémas appartenaient presque exclusivement à des descendants d'européens et étaient économiquement dans des mains étrangères.

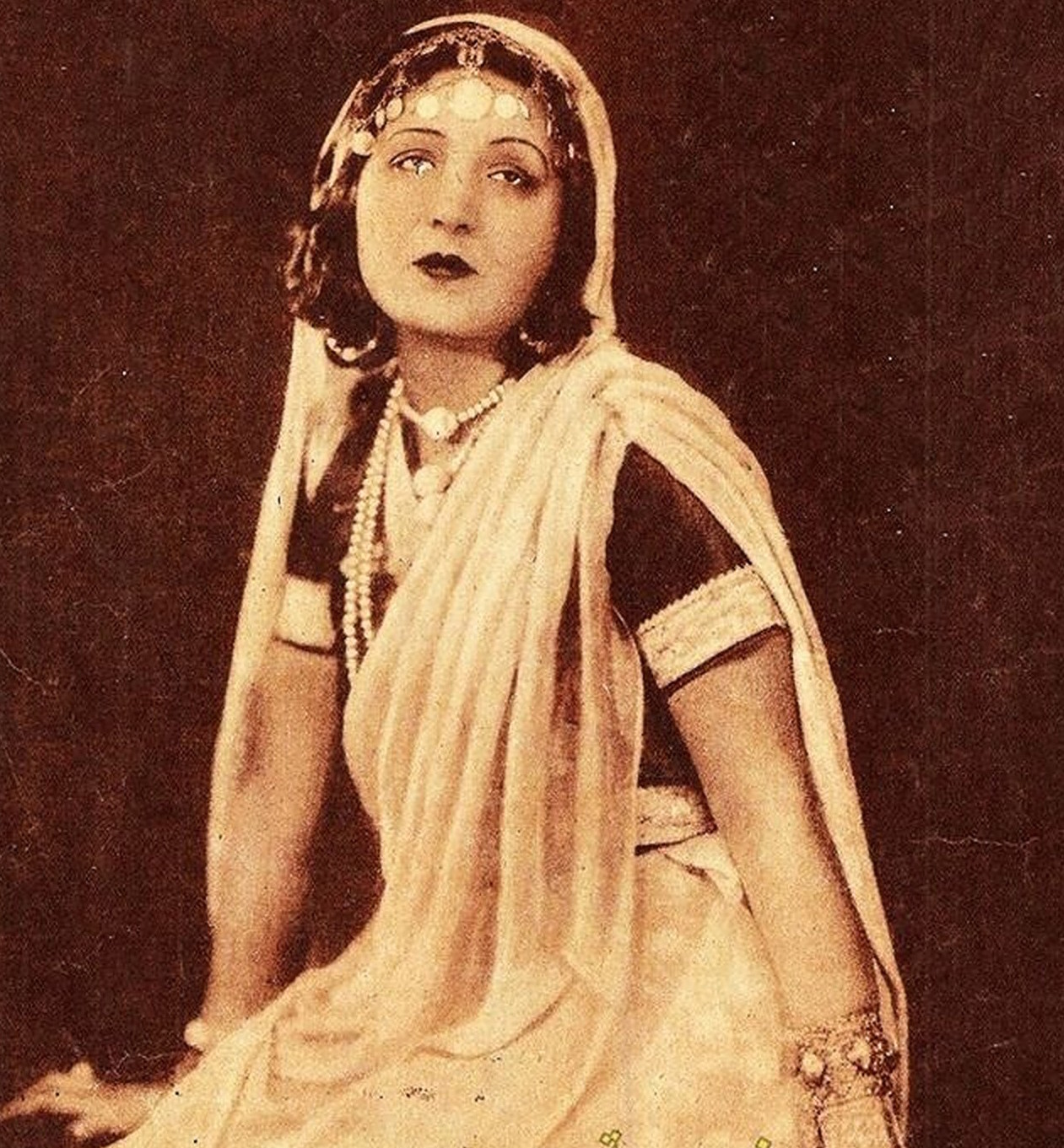
Aziza Amir dans Laila (1927)

Au début, les spectateurs égyptiens ne peuvent assister qu'à des films français et quelques films italiens, relevant du cinéma colonial à visées de divertissement et de propagande. Tous les films sont muets jusque vers 1928-1930.
Vers les années 1912-1915 seulement, les premières scènes de films sont tournées en Égypte. Ces petits films montrent principalement des scènes du quotidien.
Le premier films égyptien est un moyen métrage produit en coopération italo-égyptienne d'une durée d'environ 35 minutes qui reste cependant sans succès. Dès 1917, Muhammad Bayyumi tournait le Fonctionnaire, comédie satirique à succès, alors que Muhammad Karim incarnait le héros dans L'Honneur d'un Bédouin. Le premier long-métrage égyptien, Laila, est réalisé par Vedat Örfi Bengü (tr), un metteur en scène venu de Turquie, en 1927. Ce projet est né de l’initiative de la comédienne égyptienne ‘Azîza Amîr. Le film a été diffusé au Caire le 16 novembre 1927, en présence d'Ahmed Chawki (1868-1932), célèbre poète et dramaturge égyptien, ainsi que de Talaat Harb (1867-1941), économiste égyptien, fondateur de la Banque Misr et plus tard des studios Misr.Les femmes sont réputées avoir une place importante dans les débuts du cinéma égyptien, à l’image également de l’actrice de théâtre Fatma Rochdi qui produit Le Mariage (ar) en 1932.
Togo Mizrahi joue un rôle pionnier dans le développement du cinéma égyptien en fondant dès 1929 un studio à Alexandrie et en créant une compagnie de production Sharikat al-Aflam al-Massriyya, la Compagnie de films égyptienne. Dans les années 1930 le studio de Togo Mizrahi est celui qui produit le plus de films en Égypte.

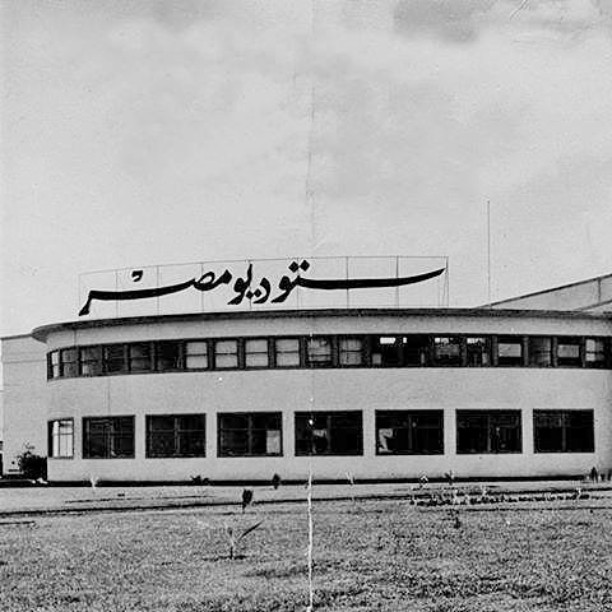
Les studios Misr en 1935

Dans les années 1930, avec l'arrivée du son, le cinéma égyptien connaît un véritable développement. En 1932, Les Fils à papa, avec Youssef Wahbi et Amina Rizk, est le premier film parlant.
En 1935, Talaat Harb fonde les studios Misr, ce qui permettra à l'Égypte d'avoir des studios équivalant aux principaux studios hollywoodiens. Les studios Misr envoient notamment les jeunes cinéastes se former aux techniques du cinéma à l’étranger. D’autres studios, bien que moins importants, voient également le jour à cette époque. À l’imitation d’Hollywood, un véritable star system voit le jour. Le cinéma deviendra le secteur industriel le plus profitable après le textile.
La création des Studios Misr a marqué un tournant décisif dans l’histoire du cinéma égyptien. Cette période a connu une augmentation remarquable du nombre de sociétés de production et de films réalisés : de trois films en 1931-1932, la production est passée à treize en 1935-1936, puis à dix-sept en 1936-1937. L’impact des Studios Misr a été tel qu’il a entraîné la création de deux autres studios, le Studio Lama en 1936 et le Studio Nassibian en 1937. Ainsi, l’Égypte comptait à cette époque quatre studios principaux : Ramsès, Misr, Lama et Nassibian.

## Du parlant aux années 1950

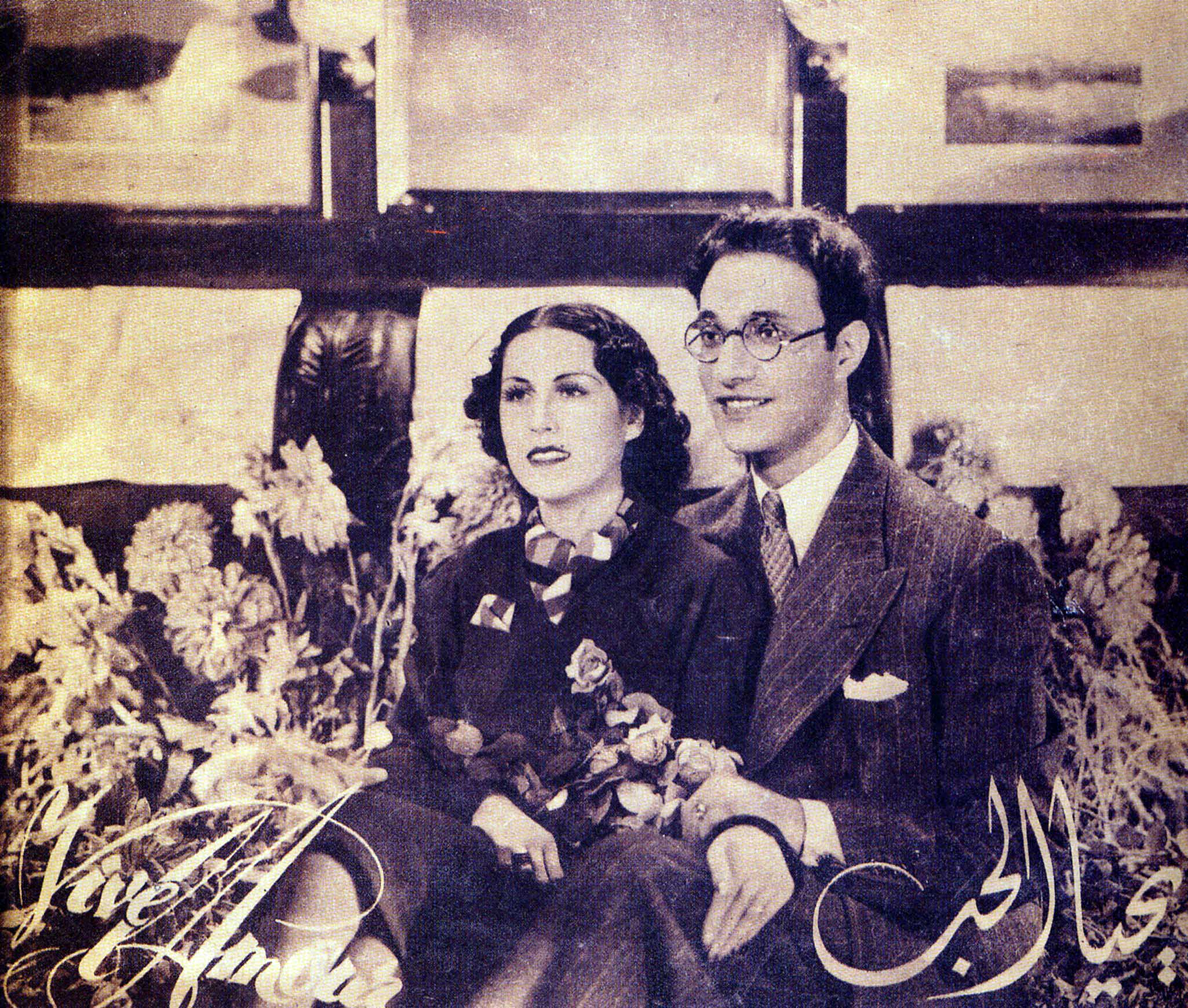
Mohammed Abdel Wahab et Leila Mourad en ' (1938)

Le cinéma s'est développé beaucoup plus rapidement en Égypte que dans tous les autres pays du Moyen-Orient grâce au contexte politique et social. La vie y était dynamique et multiculturelle et n'était pas trop influencée par les colonialistes. Le gouvernement protège la langue arabe en 1942. L'arabe devient obligatoire ce qui aurait été impossible sous protectorat. En Algérie la culture locale était régie par des lois strictes interdisant le théâtre. Dans la colonie française, l’arabe n’était pas favorisé et le français était enseigné à l’école. En Syrie, sous protectorat français, l’économie est trop faible pour avoir des entrepreneurs influents pour la production de films et la vie culturelle était affaiblie par le départ des artistes et intellectuels qui ont émigré en Égypte.

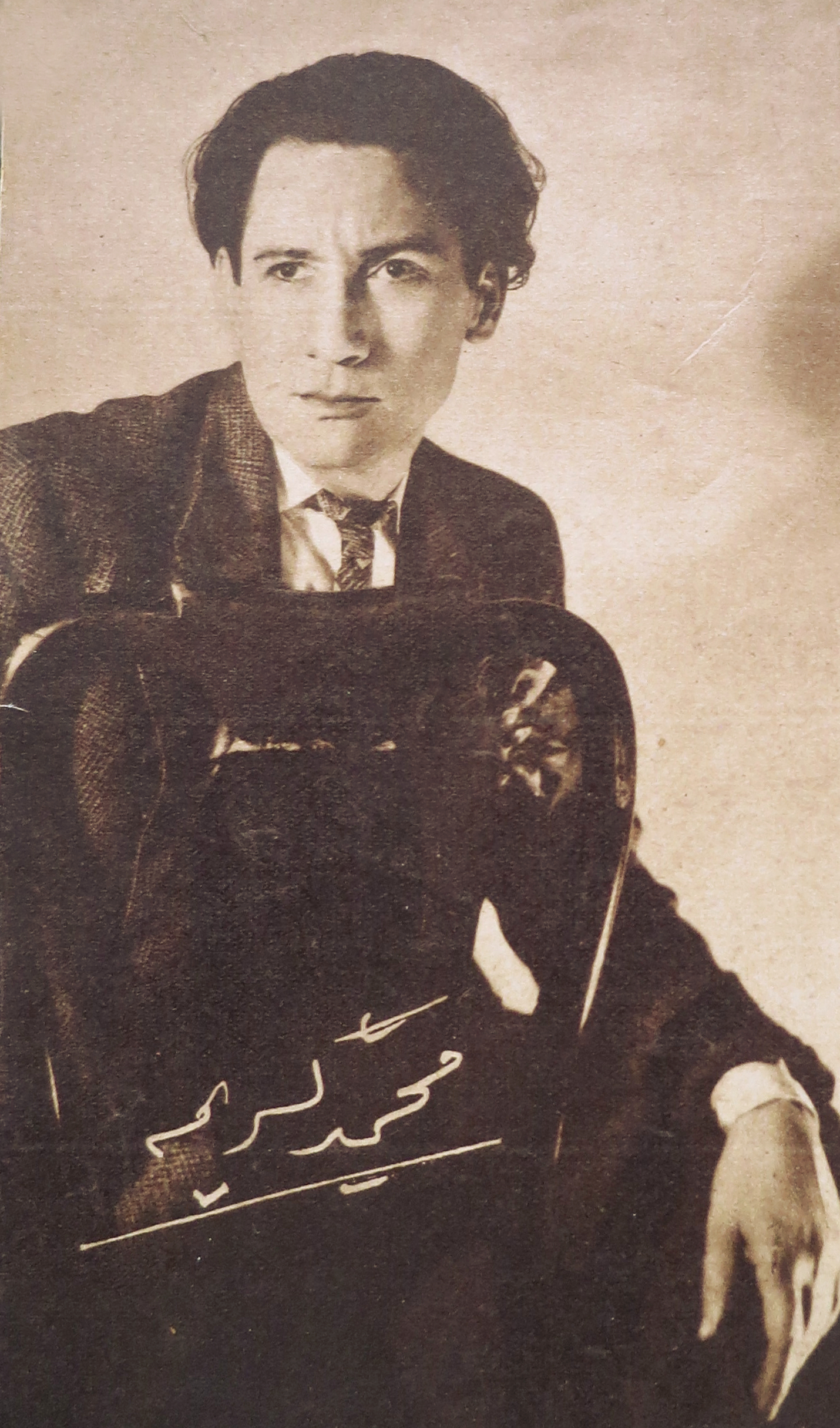
Mohammed Karim, réalisateur égyptien

L'arrivée du cinéma parlant (1932) permet l'entrée en scène de la comédie musicale. La Chanson du cœur de Mario Volpe inaugure le genre du film musical en 1932, sans pourtant rencontrer le succès escompté, du fait de son rythme trop théâtral avec de trop longs thèmes musicaux. Au sein de ce genre qui sera ensuite emblématique du cinéma égyptien, se retrouveront tous les grands de la chanson égyptienne: Farid El Atrache, Shadia, Mohammed Abdel Wahab, Oum Kalsoum, Leila Mourad, Sabah. Certains films marquent l'époque tels que la Rose blanche (1932), de Mohammed Karim, et Weddad d'Ahmed Badrakhan, premier film musical dans lequel chante Oum Kalsoum, ainsi que plusieurs mélodrames musicaux de Togo Mizrahi dans lesquels joue Leila Mourad, le cycle de Leila : Layla Bint-l-Rif (1941, Leila, fille de la campagne), Layla Bint al-Madaris (1941, Leila l'étudiante), Layla (1941), Layla fil-Zalam (1944, Leila dans les ténèbres). Le son dans le cinéma permet d'exploiter le succès de la chanson populaire et les chanteurs, ce qui a un peu entravé le développement du cinéma dans d'autres pays arabes. Ce genre est emblématique de ce qui sera appelé « l’âge d’or du cinéma égyptien » pour désigner l’engouement du public égyptien et le rayonnement de ce cinéma dans les pays arabes et dans le monde. Le film Weddad est par exemple sélectionné à la Mostra de Venise 1936.
La Seconde Guerre mondiale a mis fin à la tendance du réalisme dans le cinéma égyptien et a favorisé l'émergence des "nouveaux riches", qui ont utilisé le cinéma pour faire des profits rapides. Entre 1939 et 1945, 109 films médiocres ont été produits, instaurant la tradition du "cinéma de l'opium", caractérisé par des tragédies sentimentales et des danses du ventre, véhiculant des valeurs pseudo-moralistes pour apaiser les masses urbaines.
Avant la révolution égyptienne de 1952, « Les directives gouvernementales, plus sévères pour le cinéma que pour la littérature[…], prohibaient à l'écran toute critique contre les étrangers, les fonctionnaires, la religion, les systèmes monarchiques présents ou passés ».

### Le mélodrame

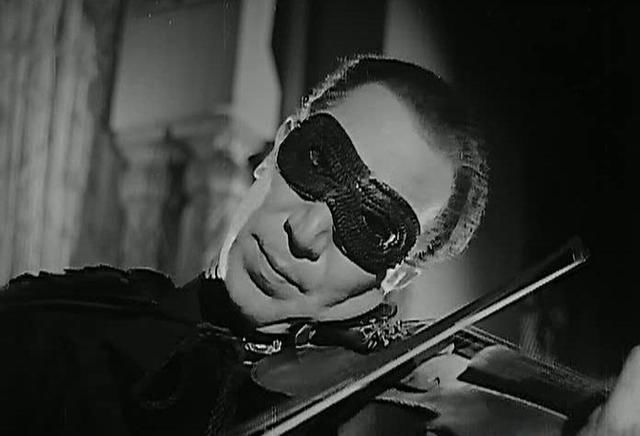
Youssef Wahbi dans ' (1944)

Jusqu'en 1940, les metteurs en scène se limitent à la farce ou au mélodrame : leur thème privilégié est celui de l'amour impossible entre une bergère et un prince, alors que les dénouements des intrigues complexes garantissent la victoire de l'innocence sur le vice. Aux moments d'intense suspense, des chansons aèrent la tension, et l'entièreté des acteurs ne tarde pas à pousser une chansonnette.
Dans les années 1940, la fin des restrictions d'importation et la fin de la 2e guerre mondiale permettent le mélange des genres au cinéma. On retrouve la danse orientale (danse du ventre) et folklorique qui se mélangent aux éléments du Music-hall américain. On assiste à de nombreuses adaptations de films américains.
À la veille de la Seconde Guerre mondiale, le cinéma égyptien tente de quitter le confort et le loisir, pour se rendre dans les rues et ruelles du Caire.

### Le cinéma réaliste

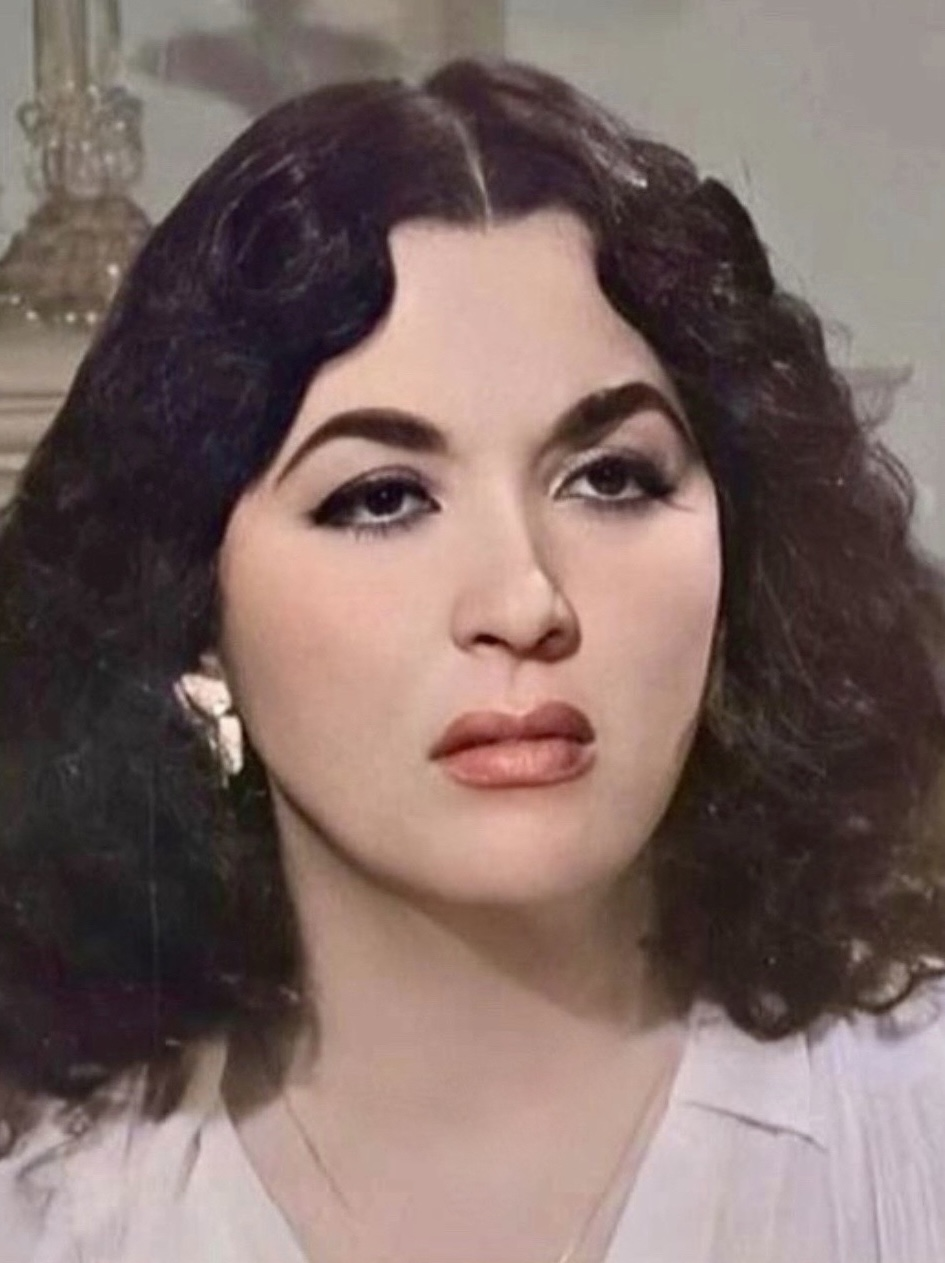
Fatma Rochdi, actrice égyptienne

En 1938, les Studios Misr produisent un film du réalisateur allemand Fritz Kramp : Lachine. Le film salué par la critique pour son excellente qualité technique brosse le portrait de la situation politique et sociale au temps du roi Farouk. Parlant de la relation entre l'État et son peuple, le film fut interdit le lendemain de sa grande première et les projections ne reprirent que huit mois plus tard avec un scénario largement modifié. Ce film permettra malgré tout de démontrer le grand savoir-faire des Studios Misr.
L'année suivante, Kamal Selim (ar) (1913-1945) est le premier réalisateur égyptien à faire partager ses préoccupations politiques dans La Volonté (al-'Azima, 1939). Salim, de retour de son séjour en France, est passé de scénariste à assistant-réalisateur, puis est réalisateur en 1937 pour le film Dans l'ombre (Fi al-Dill). Dans son film La Volonté, il explore les problèmes de la société égyptienne sans chants ni danses. « Le succès fut immédiat grâce à son sujet, […] tiré de la vie réelle de la petite et moyenne bourgeoisie urbaine, le principal public des films égyptiens (la grande bourgeoisie préférant les films étrangers) ». Le film met en vedette, Fatma Rochdi et Hussein Sedky. Salim réalisera de nombreux autres films dont une adaptation égyptienne des Misérables de Victor Hugo (1943). À sa mort, à 32 ans, il aura réalisé 11 longs-métrages ; La Volonté sera le seul profondément réaliste.
En 1945, Kamel Al Telmessani (ar) (1915-1972) écrit et réalise Le Marché noir (ar) qui explore le thème des profiteurs de guerre enrichis par le trafic illégal. Le film est produit, encore une fois par le mythique Studios Misr. Étant le film le plus fort de son temps, il est banni et est un échec commercial. En 1947, les autorités, en s’inspirant du Code Hays réglementant la censure dans le cinéma hollywoodien, renforceront la censure et éradiqueront des écrans la pauvreté, les appels à la révolte, la remise en question des valeurs patriarcales...
Ahmed-Kamel Morsi (ar), avec Retour à la terre (1940), L'Ouvrier (1943) puis Le Procureur général (1946), se donne pour ligne de conduite ce même besoin réaliste.

## Un cinéma républicain
Après la révolution de 1952, des lois sont promulguées pour soutenir l'industrie du cinéma. L'abolition de la monarchie renforce la quête nouvelle de l'Égypte réelle, passant le relais aux réalisateurs de films patriotiques, historiques ou sociaux. Durant cette décennie, le réalisme peut se développer, entre autres, par la révolution nassérienne et l'influence italienne (par la formation de techniciens et réalisateurs à l'étranger).
En 1963, les autorités décident de nationaliser et de fusionner les organismes de télévision et de cinéma dans le but d’améliorer le niveau technique et artistique des quatre principaux studios : Misr, Al-Ahram, Galal et Nahas, qui regroupent à eux seuls 11 plateaux de montage et 5 unités mobiles pour les tournages en extérieur. Cependant, l’organisme cinématographique demeure constamment déficitaire, enregistrant en 1970 une perte de 5 millions de livres égyptiennes.153 longs-métrages seront produits, dont la plupart sont des films d'auteur produits à perte et à peine diffusés. La conscience politique était très faible et limitée à une critique sociale inoffensive. Il n’y avait pas de conviction socialiste ou politique très claire. Le nassérisme était parfois glorifié. Le réalisme évite de faire des énoncés trop évidents. Les protagonistes sont rarement à un stade où ils peuvent changer consciemment leur sort (fatalisme).

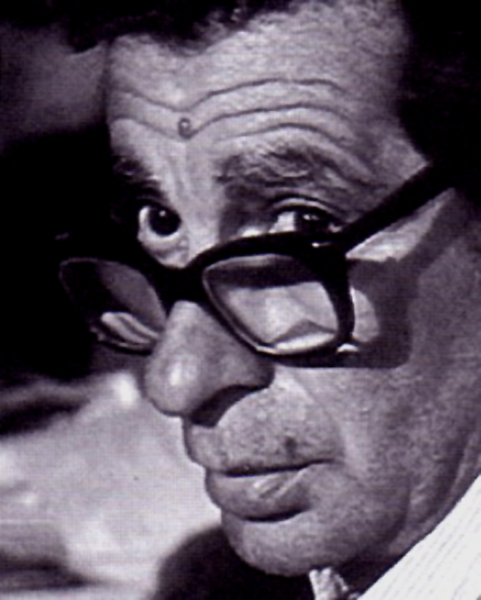
Youssef Chahine

Cependant, de nombreuses comédies musicales sont tournées, assurant le succès des films à travers le monde; on voit également apparaître une génération d'acteurs charismatiques comme Souad Hosni, Omar Sharif, Salah Zulfikar, Faten Hamama ou Ismail Yasin.
Les profonds bouleversements sociaux des années 1970, avec la disparition de Nasser, coïncident avec l'affirmation de renommées de réalisateurs, tels que Tawfiq Saleh, Salah Abou-Sayf, ou encore Youssef Chahine.
Ce dernier, davantage connu à l'étranger, mène une quête personnelle non conformiste, à laquelle s'identifient certains jeunes réalisateurs, ce qui lui vaut aussi l'inimitié des islamistes. Dans les années 1970 et 1980, c'est surtout son travail (comme réalisateur, puis comme producteur) qui est connu à l'étranger.

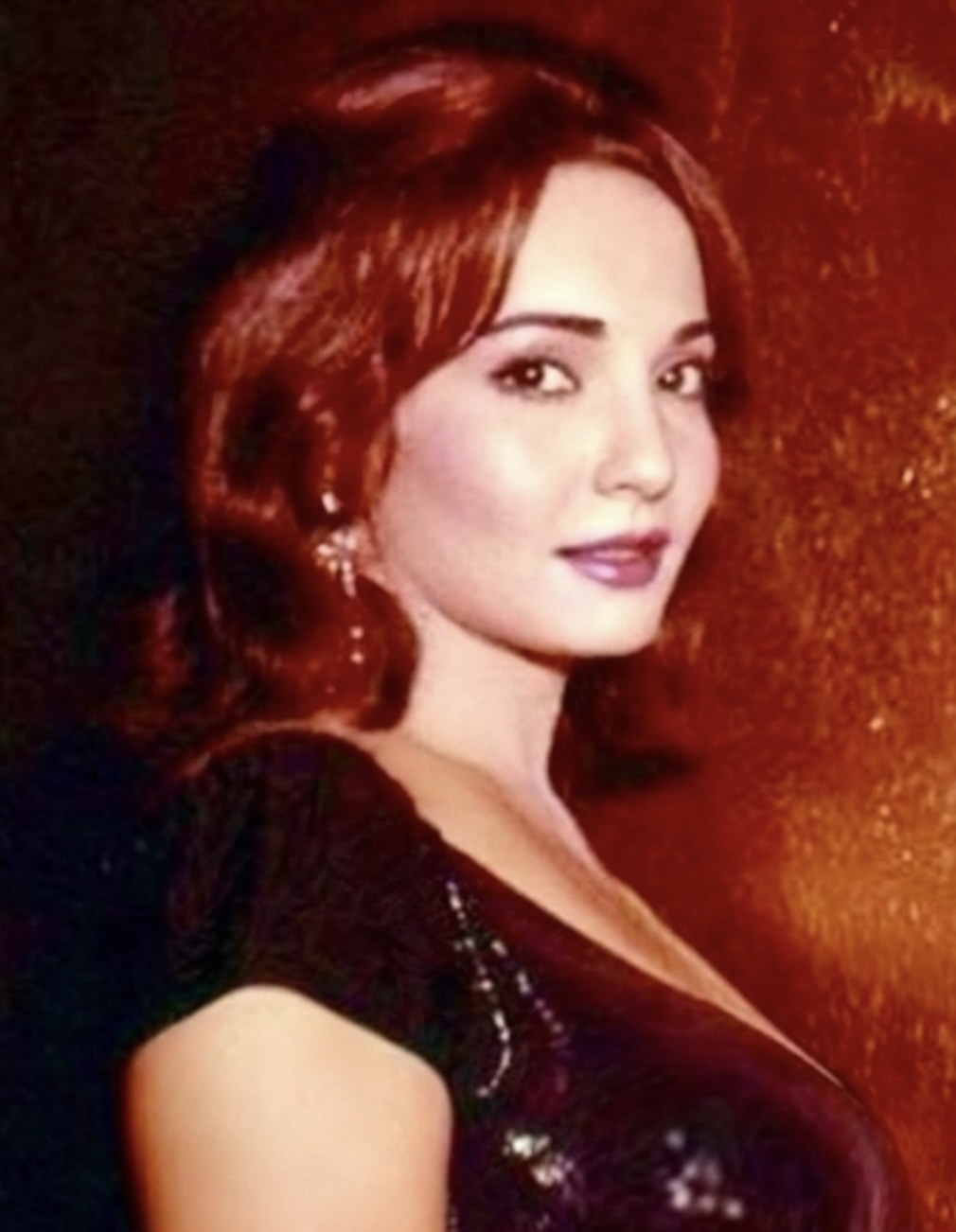
Shadia

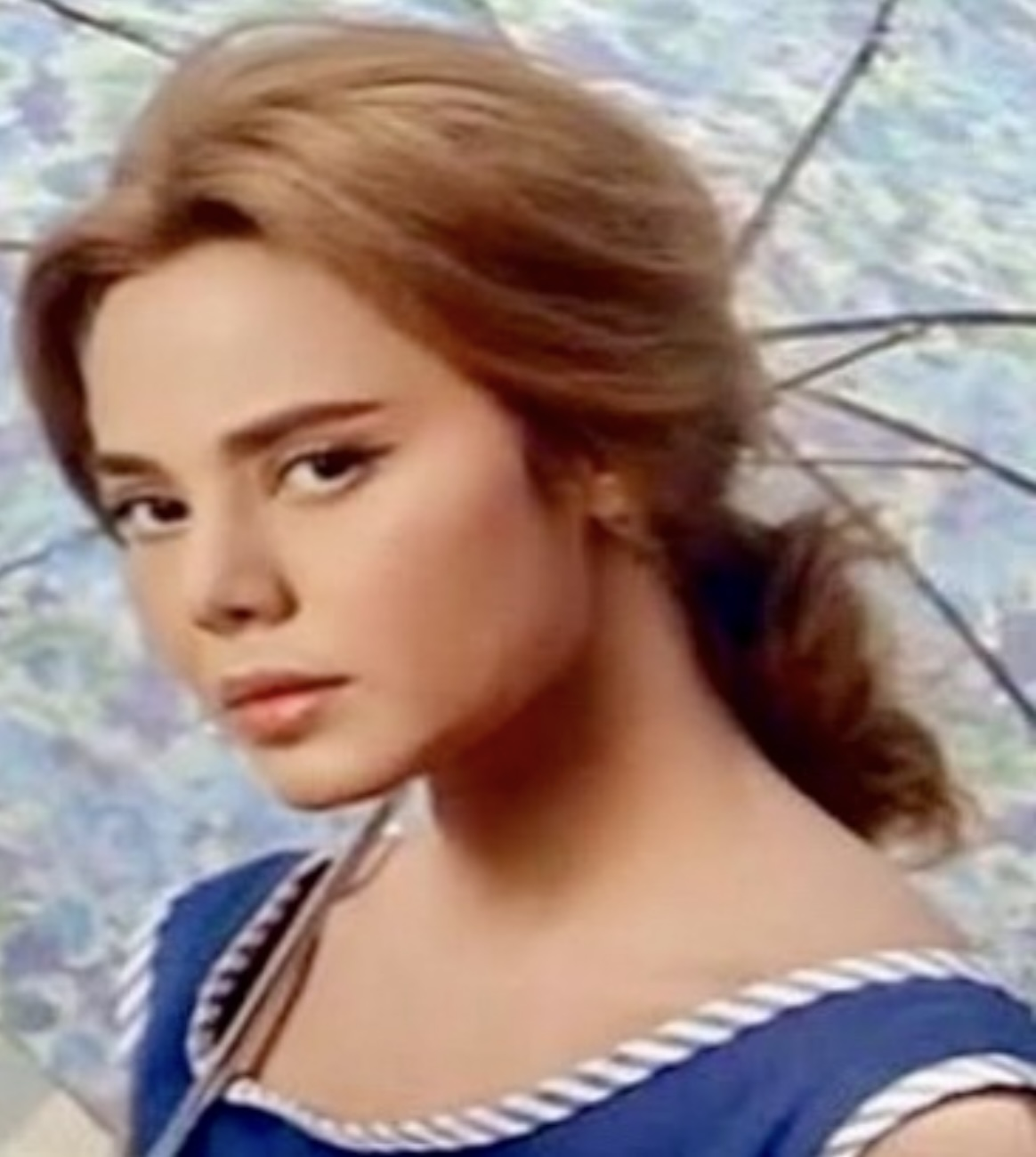
Magda

La veine réaliste se poursuit. De nouveaux thèmes apparaissent et de nouveaux ennemis sont dénoncés : la corruption, le matérialisme, la désintégration de la famille, l'ouverture économique. Les histoires sont beaucoup plus dramatiques et le style relève plus du film d'action. Le matérialisme sans contrôle est dénoncé. Le concept de l'humanité diffère beaucoup de celui des années 1950 et 1960. Le déterminisme est dépassé et les héros ont le désir de se défendre et de se battre dans la violence.
Malgré une vie fugace, Chadi Abd al-Salam mérite de l'attention: scénariste, décorateur, costumier, il n'a donné qu'un très beau film, La Momie (1969), et un remarquable court métrage, Le Paysan éloquent (1970).

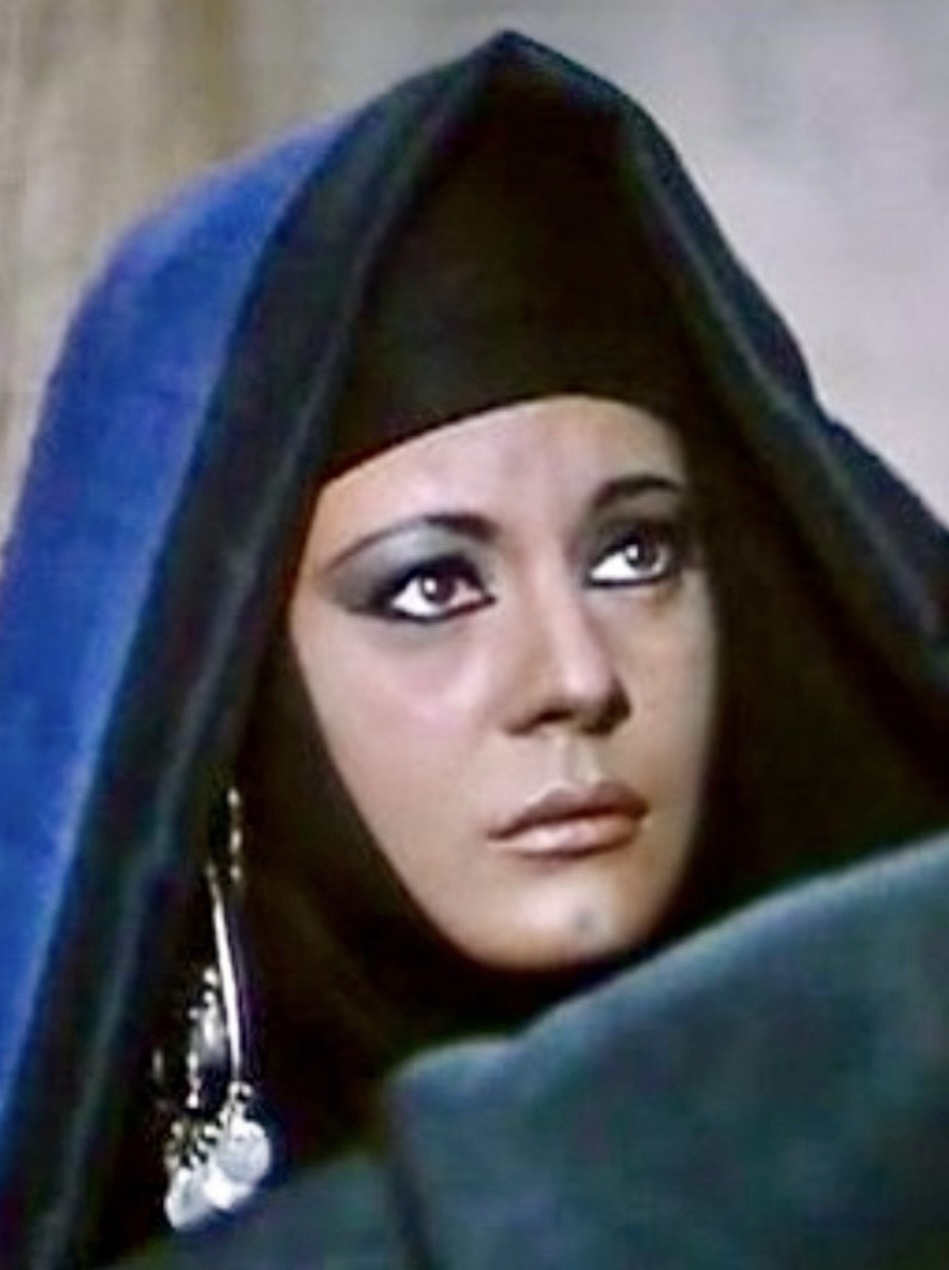
Nadia Lutfi dans La Momie (1969)

La production connait une «nouvelle vague» à la fin des années 1980 avec des réalisateurs tels que Mohamed Khan et Yousri Nasrallah, qui a étudié le cinéma à l’Institut du cinéma du Caire, ou encore avec des films tels que Le Marionnettiste. Cette époque voit l’apparition de nouveaux modes de production introduits par ces réalisateurs, à l’exemple d’Ahmed Abdallah pour son film Microphone (2010) à la production duquel ont participé certains des acteurs. La réalisatrice libanaise Jocelyne Saab signe en 2005 avec Dunia un film hommage à la sensualité dans la culture orientale (poésie, danse) et au soufisme. Le film aborde les thèmes explosifs de l'excision et de l'interdiction du Conte Les Mille et Une Nuits en Égypte pour pornographie.

## Influence de la littérature

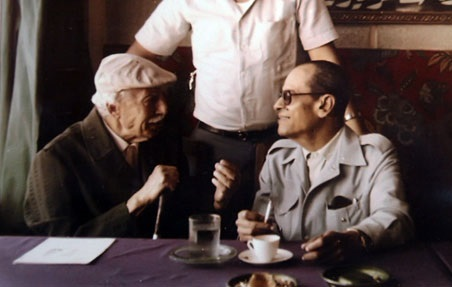
Naguib Mahfouz et Tawfiq al-Hakim

La littérature demeure toutefois une source d'inspiration dominante, notamment avec les œuvres de Naguib Mahfouz (qui est également scénariste) mais aussi celles de Tawfiq al-Hakim ou de Taha Hussein.
Naguib Mahfouz est l’auteur égyptien qui a eu le plus d’influence au cinéma avec dix-sept adaptations de romans. La première adaptation d’un de ses ouvrages est réalisée en 1959 par Salah Abou Seif avec Mort Parmi les vivants, adaptation de Vienne la nuit (1949), à laquelle il participe, comme en 1966 lorsque le même réalisateur adaptera La Belle du Caire (1945) avec le film Le Caire 30. Il était aussi chargé de la censure et a travaillé au Ministère de la Culture. En tout 18 de ses scénarios portés à l’écran entrent dans la catégorie de films réalistes.
Les livres étrangers comme Germinal (avec Ton jour viendra de Salah Abou Seif en 1951), La Dame aux camélias, Thérèse Raquin, Crime et Châtiment et Les Misérables (plusieurs fois) ont été adaptés au cinéma égyptien. Les réalisateurs égyptiens ont beaucoup d'intérêts pour la littérature réaliste car elle est gage de succès au cinéma.
En 2006, le réalisateur Marwan Hamed adapte le roman égyptien à succès L’Immeuble Yacoubian de l’écrivain Alaa El Aswany.

## Cinéma égyptien sous Moubarak

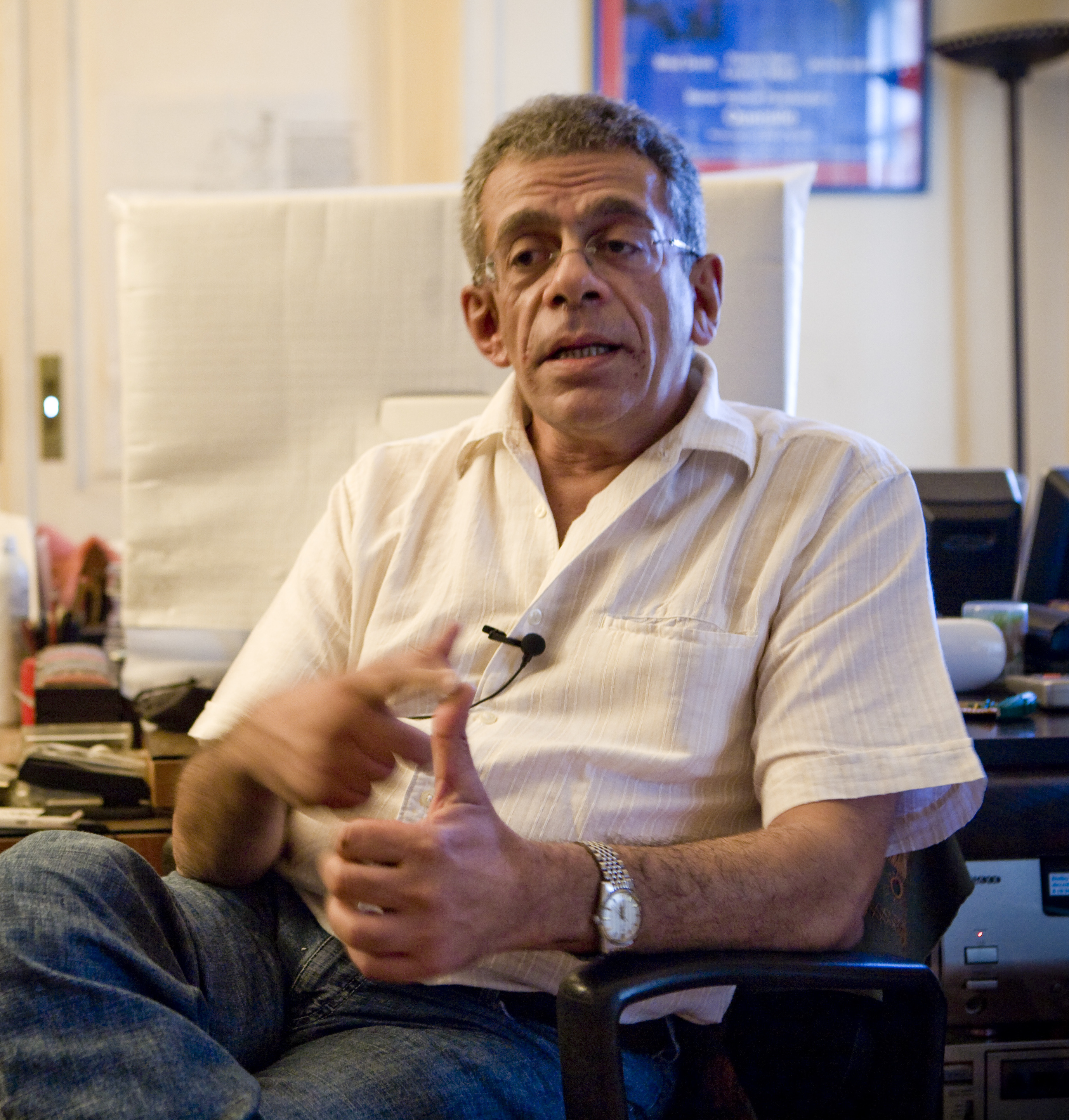
Yousry Nasrallah, réalisateur égyptien

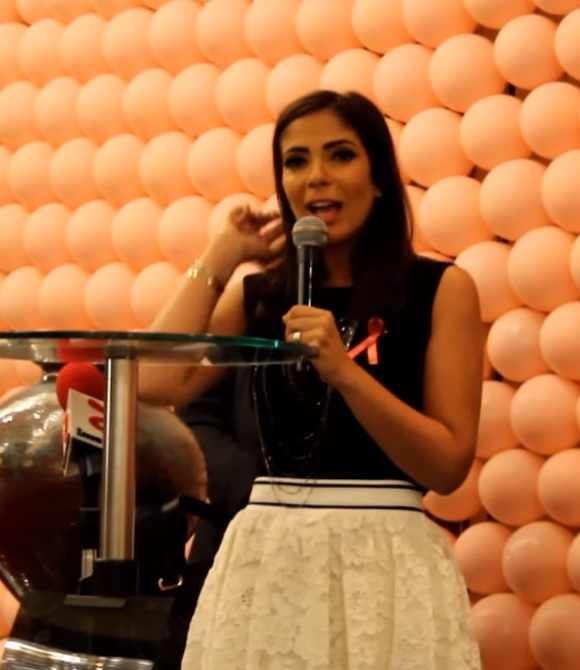
Mona Zaki, actrice égyptienne

Le cinéma égyptien, financé de plus en plus mal par le gouvernement et soutenu par le monde arabe, garde une production élevée. De nouveaux noms sont apparus, comme Yousri Nasrallah, dont le film Vols d'été (1990) a reçu une bonne critique internationale, et Asma El-Bakri, dont la mise en scène du roman d'Albert Cossery, Mendiants et Orgueilleux (1992), s'est vue maintes fois récompensée.
Malgré la concurrence télévisuelle, le cinéma garde le cap, consistant, dans tout le monde arabe, en un important vecteur de l'influence culturelle et linguistique de l'Égypte. Grâce à lui et à la chanson, le dialecte du Caire est devenu pour l'ensemble arabophone une langue comprise de tous (permettant une communication orale imprévue). De la sorte, il contribue à la définition d'une identité culturelle arabe contemporaine. Ainsi le cinéma égyptien garde son influence, malgré l’apparition à cette période de cinémas nationaux dans les autres pays arabes. L’époque marque aussi l’apparition de la vidéo et du piratage.
Le cinéma était aussi vu, par le pouvoir, comme un outil servant à calmer les pulsions populaires, lui faire oublier la dictature.
Cette période, avec la naissance du numérique et d’internet, voit le développement d’un cinéma à petit budget, avec des films tels que Microphone (2010) d’Ahmed Abdallah, à la production duquel des acteurs du film ont participé.
Des films aux sujets controversés voient également le jour, comme Les Femmes du bus 678 (2010) de Mohammed Diab qui porte sur le harcèlement de rue. Si ce film n’a pas été largement diffusé en Égypte du fait de son thème peu consensuel, il a bénéficié d’un certain écho à l’international.

## Après la révolution du 25 janvier
Après les interruptions de tournages durant la révolution égyptienne de 2011, de nombreuses productions sont paralysées, devant les incertitudes économiques et sur les changements de goûts du public. De nombreux projets de films sur la révolution se montent très rapidement.
L’épuration agite aussi le milieu du cinéma. Les membres du syndicats sont bannis, et des listes noires circulent, pour exclure les artistes auxquels sont reprochés leur opposition à la révolution du 25 janvier, leurs insultes aux jeunes révolutionnaires (shebabs), ou tout simplement leur proximité avec le pouvoir,. Parmi eux, Adel Imam, Ilham Shaheen, Talaat Zakariya, qui traitent les manifestants de la place Tahrir de «drogués et d’homosexuels»,, Amr Mostafa (qui les traite eux de «chiens traîtres»), Samah Anouar, qui justifie les tirs sur les manifestants et appelle à les brûler, l'actrice Ghada Abd al Razzaq, exclue symboliquement du peuple égyptien après avoir annoncé son soutien à Moubarak ou Ilham Shaheen.
Au contraire, quelques acteurs se sont montrés proches de la révolution, comme Khaled El Nabawy ou Amr Waked, qui manifesta sur la place Tahrir ou le réalisateur Yousry Nasrallah. Ce dernier et neuf autres réalisateurs ont constitué le collectif Tamantashar Yom pour la réalisation du film 18 Jours qui relate en plusieurs courts- métrages les dix-huit jours de manifestation qui ont conduit au départ d’Hosni Moubarak. Le film est projeté au Festival de Cannes mais une pétition circule à l’encontre de deux des réalisateurs choisis, Sherif Arafa et Marwan Hamed, qui ont réalisé gratuitement des clips pour la campagne présidentielle de Moubarak en 2005,, entrainant le boycott de la séance de la part de nombreux journalistes français.
Le CNC égyptien est reformé, avec Marianne Khoury, Ahmed Abdallah, Samir Farid, Kamla Abou Zikry, Magdy Ahmed Aly et Yousry Nasrallah.
Les événements de 2011 ont été une source d’inspiration pour les réalisateurs égyptiens comme pour Yousry Nasrallah avec Après la bataille (2012), film amer sur une révolution qu’il juge confisquée par l’armée, ou encore la réalisatrice Hala Khalil et son film Nawara dans lequel les événements de 2011 sont vus à travers les yeux de la servante d’une riche maison du Caire.

## Les années 2010
La production commerciale est décriée par les défenseurs d’un cinéma de qualité, comme les professeurs de l’Institut du cinéma du Caire, pour la pauvreté de ses scénarios et de sa mise en scène. Les frères Karim et Ahmed El Sobky sont respectivement producteurs et réalisateurs de nombre de ces films à succès, ayant fait la célébrités d’acteurs comme Mohamed Ramadan.
De nouvelles initiatives apparaissent cependant chez de jeunes réalisateurs. Le financement participatif sur internet est un des nouveaux modes de production utilisé, par exemple pour le film Fathy La Yaaish Hena Baad El-An (Fathy ne vit plus ici à présent) de Maged Nader (2016). Ce film, comme tous les films indépendants, a eu très peu de visibilité en Égypte mais il a été reconnu à l’international en étant présenté à la Berlinale de 2016. C’est également le cas du film Eshtebak (Clash), coproduction entre la France et l’Égypte, sorti en 2016 et distribué en France par Pyramide Distributions. Les jeunes réalisateurs égyptiens, face aux difficultés à être soutenus et distribués en Égypte se tournent vers les festivals internationaux, comme Amr Salama qui avait déjà rencontré un certain succès à l’international avec Asmaa (film au sujet tabou: une femme souffrant du SIDA) en 2008, ce qui s’est reproduit en 2016 avec Lamoakhza, Excuse My French. Si ces films ont rencontré peu de succès dans leur pays, Hepta, film de Hadi El Bagoury, également issu d’une relativement petite société de production (Red star, qui a également produit Nawara), a rapporté trois millions de dollars de recettes, ce que le critique de cinéma égyptien Mohammed Andeel explique par le côté consensuel, romantique et populiste du film.
Yousry Nasrallah continue également de réaliser des films pour exprimer sa vision de la société et de la politique égyptienne, avec par notamment en 2016 la sortie de Le Ruisseau, le pré vert et le doux visage. Il affirme ignorer les restrictions imposées par l’état en tournant librement, sans autorisation.
En effet, dans le circuit traditionnel, les réalisateurs doivent obtenir sur présentation du scénario un permis de tourner délivré par le syndicat du cinéma et éventuellement une autorisation de tourner dans les lieux publics par le ministère de l’intérieur. La censure reste présente, notamment à l’encontre de sujets touchant à la sexualité ou à la religion. Tourner sans autorisations est passable de sanctions pénales.
Bien que passablement désengagé financièrement de l’industrie du cinéma (qui a délégué la subvention du cinéma égyptien aux pays du Golfe ou européens), l’État a déclaré en 2015 vouloir créer un holding qui serait chargé de « combattre le piratage, supporter le cinéma de la jeunesse et promouvoir le cinéma patriotique », cela dans l’objectif de « sauver l’industrie du cinéma pour aider le cinéma égyptien à garder sa prééminence dans la région arabe». Dans cette déclaration, l’État parle également du cinéma comme d’un outil pour « développer la conscience sociale et combattre l’extrémisme».
Si les films étrangers et surtout américains sont très présents dans les salles égyptiennes, les grandes productions nationales gardent toujours une place importante, comme le laisse voir le site de programmes elcinema.com.

## La formation
L’Institut du cinéma du Caire a été créé en 1959 pour former les professionnels du cinéma égyptien. Il est situé à Gizeh, en périphérie du Caire, dans la « Citadelle du Cinéma » où se trouvent notamment les studios Misr et les archives du cinéma égyptien. Des réalisateurs ayant constitué la « nouvelle vague » du cinéma égyptien dans les années 1980 en sont sortis, comme le réalisateur Yousry Nasrallah, l’une des figures les plus reconnues du cinéma égyptien actuel. Cette école est toujours en activité aujourd’hui et de nouveaux jeunes réalisateurs indépendants en sont issus, à l’image de Naji Ismail et Shady Ishak, créateurs de la firme de production Rahala pour la production d’un cinéma indépendant. L’école produit des films. Elle organise également des discussions et des projections .
Marianne Khoury, directrice de Misr International Films et elle-même réalisatrice de documentaires, a déclaré en 2012 la mise en place au sein la société de production d’ateliers d’écriture. Les scénarios sélectionnés à l’issue de ces ateliers sont produits puis distribués par la firme.

## Les salles de cinéma
Le parc de salles se limite aux grandes villes que sont Le Caire et Alexandrie. Des salles se développent également dans les nouvelles villes construites en périphérie du Caire.
Quelques salles mythiques de la période d’« âge d’or » du cinéma égyptien subsistent encore au Caire et à Alexandrie, dont certaines ont été photographiées en 2010 par le photographe français Stéphan Zaubitzer, comme le Rio à Alexandrie ou le Cairo Palace au Caire. Ces salles, souvent de style Art Déco, ont pour la plupart été réalisées par des architectes occidentaux, ce qui témoigne du cosmopolitisme de l’Égypte à cette époque. Le cinéma Metro au Caire existe encore aujourd’hui et son ancienne façade (visible dans son état vers 1965 dans l’ouvrage La Sortie au cinéma, palaces et ciné-jardins d’Égypte, 1930 - 1980 de Marie-Claude Bénard), est envahie de néons. Les grandes salles du centre-ville étaient fréquentées par la bourgeoisie et projetaient des films égyptiens et étrangers. Des salles dont l’accès était moins cher existaient dans chaque quartier. Beaucoup de cinémas possédaient également leur « salle » d’été, avec un écran en extérieur, comme celle du Rio, photographiée par Stephan Zaubitzer.
À la fin du XXe siècle, les grandes salles ont été pour beaucoup remplacées par des multiplexes, qui représentaient en 2015 11,6% des cinémas en Égypte, pour beaucoup situés dans des centres commerciaux. Des chaines existent comme les cinémas Renaissance ou Galaxy. Les films nationaux et les grosses productions étrangères (surtout américaines) se partagent l’affiche. En 2015, 75% des salles étaient passées au numérique. Le site elcinema.com permet de consulter la programmation des salles.
Quelques salles alternatives ont également récemment vu le jour. Zawya, au Caire, est le premier cinéma d’art et d’essai égyptien, créé en 2014 par Misr International Films, la compagnie de production créée par Youssef Chahine en 1972 et dont Marianne Khoury est aujourd’hui la directrice. Il a pour vocation de donner de la visibilité aux films égyptiens produits hors des circuits traditionnels et également de projeter des films étrangers également exclus de ces circuits . Un ciné-club a également été créé dans le centre-ville du Caire, appelé Cimatheque.
Une diminution importante du nombre de cinémas est également à noter, avec 69 salles en 2015 pour 165 salles dix ans plus tôt, ainsi qu’une diminution considérable de la fréquentation depuis 2011, passant de 31 000 000 entrées en 2010 à 7 974 000 en 2015. Le prix du billet a beaucoup augmenté, peut-être du fait de l’amélioration technique des salles.

## Les festivals
Le Festival international du film du Caire, agréé par la Fédération Internationale des Producteurs de Films (FIAPF) a été créé en 1976. Il a lieu en novembre et récompense des films internationaux et égyptiens. À la compétition officielle s’ajoutent d’autres programmations : Horizons of new arab cinema, International Critics Week, Cinema Of Tomorrow, Festival Of Festivals, International Panorama, Out of Competition, New Egyptian Cinema 2016-2017, New French Female Directors’ Films, Faten Hamama Honorary Award, Faten Hamama Excellence Award, Australian Cinema et Greetings to Those We Lost.
Le Festival de Louxor du Cinéma Egyptien et Européen se déroule au mois de janvier et le Festival du Film Africain de Louxor (en) (2019) au mois de mars.
Un festival consacré au cinéma égyptien uniquement existe aussi, le Festival National pour le Cinéma Egyptien qui a lieu au Caire en octobre.
- Festival du film d’El Gouna (2017, El Gouna, EGFF)
- Downtown Contemporary Arts Festival D-CAF (en) (2012, Le Caire)
- Festival international de cinéma féminin (en) (2008, Le Caire, CIWFF)
- Festival international de cinéma d'Alexandrie (en) (Alexandrie, AIFF)
- Pyramides d'or du meilleur film du Festival international de cinéma du Caire

## Personnes
- Scénaristes égyptiens de cinéma
- Acteurs égyptiens de cinéma

### Quelques personnalités du cinéma égyptien
- Abbas Kamel
- Abdel Halim Hafez (1929-1977), acteur, chanteur
- Abdel Salam el Nabulsy
- Abdelghani Kamal Selim
- Abu Bakr Shawky, réalisateur, scénariste
- Adel Imam (1940-), acteur, comédien
- Ahmed Badrakhan (1909-1969), réalisateur
- Ahmed Galal
- Ahmed Kamal Morsi
- Ahmed Rateb (1949-2016), acteur
- Ali Abdelkhalek
- Atef El Tayeb (1947-1995), réalisateur
- Ahmed Zaki (1949-2005), acteur
- Amr Salama
- Asmahan (1912-1944), actrice, chanteuse
- Aziza Amir (1901-1952), actrice, réalisatrice, productrice
- Châdi Abdessalam (1930-1986), réalisateur, scénariste
- Daoud Abdel Sayed (1946-), réalisateur
- Ezzat El Alaili (en) (1934-2021), acteur
- Ezz-Eddine Zoulficar
- Farid El Atrache (1910-1974), chanteur, acteur, compositeur
- Faten Hamama (1931-2015), actrice
- Fatine Abdelwahab
- Hala Khalil
- Hassan Al Imam
- Hind Rostom (1926-2011), actrice
- Henri Barakat (1914-1997), scénariste, réalisateur, monteur
- Hussein Fawzi
- Hussein Kamal
- Ismail Yasin (1912-1972), acteur, comédien
- Kamal Al-Cheikh
- Khaïri Bechara (1947-), réalisateur
- Leila Mourad (1918-1995), actrice, chanteuse
- Madiha Yousri (1921-2018), actrice, productrice
- Mahmoud Zoulficar
- Mohamed Diab (1978-), réalisateur, scénariste
- Mohamed Fawzi (1918-1966), compositeur, chanteur
- Mohammed Karim
- Mohamed Khan (1942-2016), réalisateur
- Mustapha Hussam Eddine
- Neima Akef (1929-1966), actrice
- Nour Elhoda
- Nour El-Sherif
- Omar El Zohairy (1988-), réalisateur
- Oum Kalthoum (1898-1975), chanteuse, actrice
- Omar Sharif (1932-2015), acteur, producteur
- Redwan al-Kashif (1952-2002), réalisateur
- Sabah
- Salah Abou Seif (1915-1996), réalisateur
- Salah Zulfikar (1926-1993), acteur, producteur,
- Sameh Alaa (1987-), scénariste, réalisateur
- Samia Gamal (1924-1994), actrice
- Samir Ghanem (en)
- Shadia (1931-2017), chanteuse, actrice
- Souad Hosni (1942-2001), actrice
- Tahia Carioca (1915-1999), danseuse, actrice
- Tawfiq Saleh (1926-2013), réalisateur
- Wael Shawky (1971-), réalisateur
- Youssef Chahine (1926-2008), réalisateur, scénariste, producteur
- Youssef Wahbi
- Yousry Nasrallah  (1952-), réalisateur

### Réalisateurs
Dans cette liste chronologique, les noms en gras signalent les réalisateurs égyptiens aux films les plus appréciés par le public égyptien durant le XXe siècle.
- Stephan Rosti (1891-1964)
- Mohammed Karim (1896-1972)
- Togo Mizrahi (1901-1986)
- Ibrahim Lama (1904-1953)
- Ahmed Badrakhan (1909-1969)
- Niazi Moustapha (1911-1986)
- Fatine Abdel Wahab (1913-1972)
- Henri Barakat (1914-1997)
- Salah Abou Seif (1915-1996)
- Kamal Al-Cheikh (1919-2004)
- Hassan Al Imam (1919-1988)
- Ezz-Eddine Zoulficar (1919-1963)
- Abdel-Kader Telmissany (1924-2003)
- Youssef Chahine (1926-2008)
- Tawfiq Saleh (1926-2013)
- Atef Salem (1927-2002)
- Hussein Afifi (1928-)
- Châdi Abdessalam (1930-1986)
- Hussein Kamal (1932-2003)
- Ashraf Fahmī (1936-)
- Asaad Kelada (1940-)
- Saïd Marzouk (1940-2014)[36]
- Mohamed Khan (1942-2016)
- Ovidio G. Assonitis (1943-)
- Samy Pavel (1944-)
- Daoud Abdel Sayed (1946-)
- Khaïri Bechara (1947-)
- Atef El Tayeb (1947-1995)
- Tarek el-Telmissany (1950-)
- Yousry Nasrallah (1952-)
- Redwan al-Kashif (1952-2002)
- Sherif Arafa (1960)
- Alain Zaloum (1961-)
- Khaled Youssef (1964-)
- Hala Galal (1966, -)
- Wael Shawky (1971)
- Hesham Issawi (1973- ?)
- Hala Lotfy (1973-)
- Rami Imam (1974-)
- Marwan Hamed (1977)
- Mohamed Diab (1978-)
- Ahmad Abdalla (1979-)
- Hisham Abdel Khalek (1980-)
- Abu Bakr Shawky (1980 ?)
- Aytl Jensen (1981-)
- Omar El Zohairy (1988-)
- Sam Abbas (1993-)
- Abdel Rahim Ahmed (1994-)
- Shady Habash (1995-2020)

## Filmographie
- Liste de films égyptiens (chronologique), Films égyptiens
- Films documentaires égyptiens, Films d'animation égyptiens
- Liste des 100 meilleurs films égyptiens
- Liste des 100 meilleurs films arabes du Festival international du film de Dubaï (qui compte 45 films égyptiens sur 100)

## Diffusion internationale

### France
Entre 1978 et 1983, le cinéma Le Louxor à Paris consacrait une part de sa programmation au cinéma égyptien. Depuis sa réouverture en 2013, cette tradition est à nouveau respectée. Une salle de ce cinéma a été renommée « salle Youssef Chahine » en l’honneur du cinéaste égyptien.
Youssef Chahine est le réalisateur dont les films sont les plus faciles à voir en France. Ils sont notamment souvent disponibles en DVD dans les médiathèques en version sous-titrée, édités par Pyramide Vidéo. Des films de Yousry Nasrallah ont également été distribués en DVD en France par Pyramide Vidéo, ainsi que Clash de Mohammed Diab.
Le Festival du film arabe de Fameck (Cinémarabe) est un moment privilégié pour la découverte de la production récente des pays arabes et donc notamment d’Égypte. La 29e édition, du 3 au 15 octobre 2018, met l’Égypte à l’honneur.
Depuis 2013, le festival Aflam, également appelé Rencontres internationales des cinémas arabes se tient à Marseille en novembre.
Également dans le sud de la France, à Montpellier, a lieu depuis 1979 le Festival du cinéma méditerranéen de Montpellier (Cinemed) au mois d’octobre.
Paris accueille une Biennale des cinémas arabes depuis 1992, l’Institut du monde arabe inaugure à l’été 2018 un Festival des cinémas arabes.
À Nantes, le Festival des 3 Continents présente des films africains, asiatiques et latino-américains. Il a lieu en novembre.
Les films indépendants égyptiens distribués par des firmes françaises (comme Clash de Mohammed Diab par Pyramide Distribution en 2016) sont généralement diffusés dans les cinémas du circuit art et essai.

## Québec
- Festival du monde arabe de Montréal (2000, FMA)

### Listes et catégories
- (en) Films A-Z, Films (par année)
- (en) Réalisateurs, Scénaristes, Acteurs